# Mątwy (Inowrocław)
Mątwy – część miasta Inowrocław.
W 1666 r., w bitwie zwanej bitwą pod Mątwami  wojska króla Jana II Kazimierza poniosły tu klęskę w starciu z rokoszanami J.S. Lubomirskiego.
W czasie II wojny światowej znajdował się tu niemiecki obóz dla jeńców wojennych, w który zginęło ok. 900 osób. 
W dzielnicy znajdują się Inowrocławskie Zakłady Chemiczne uruchomione w 1961 roku oraz neobarokowy kościół parafialny pw. Opatrzności Bożej z 1931 r. Dzielnica leży przy linii kolejowej Chorzów Batory – Tczew.

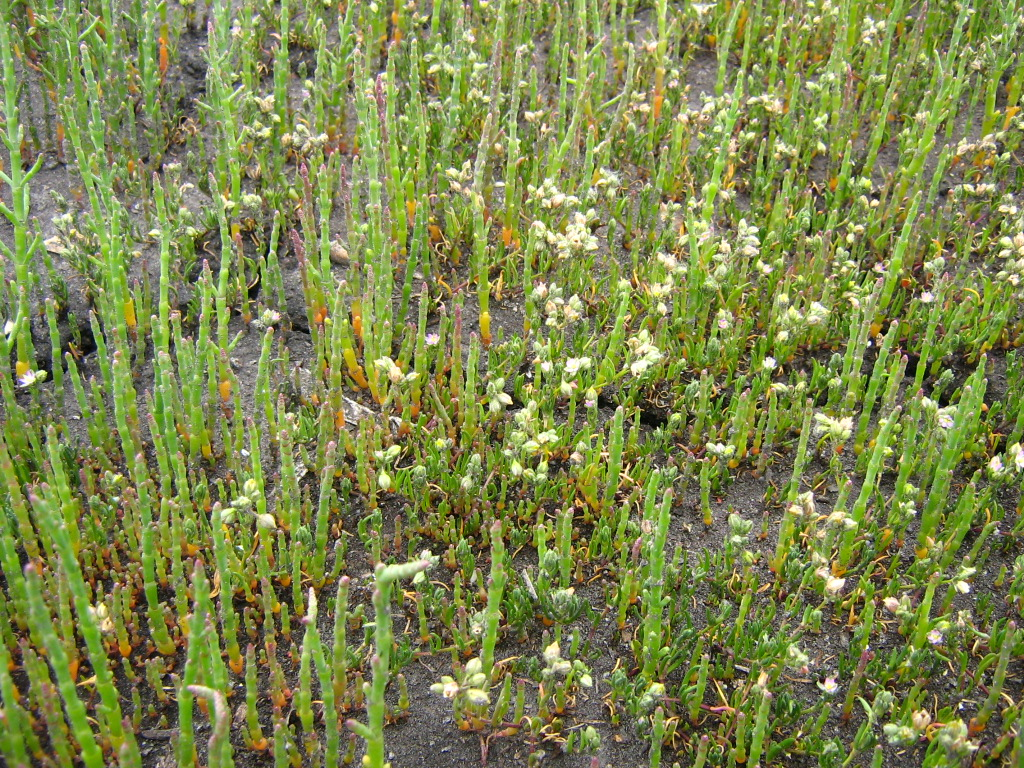
Solnisko ze stanowiskiem roślin słonolubnych (soliród zielny i muchotrzew solniskowy) w miejscu wycieku słonych wód w Mątwach